# Bonyhádi kistérség
A Bonyhádi kistérség egy kistérség volt Tolna megyében, központja Bonyhád volt. 2014-ben az összes többi kistérséggel együtt megszűnt.

## Települései
| Aparhant  | Bátaapáti  | Bonyhád   | Bonyhádvarasd | Cikó     |
| Grábóc    | Györe      | Izmény    | Kakasd        | Kisdorog |
| Kismányok | Kisvejke   | Lengyel   | Mórágy        | Mőcsény  |
| Mucsfa    | Nagymányok | Nagyvejke | Tevel         | Váralja  |
| Závod     |            |           |               |          |